# Lambana harsha
Lambana harsha är en fjärilsart som beskrevs av William Schaus 1911. Lambana harsha ingår i släktet Lambana och familjen nattflyn. Inga underarter finns listade i Catalogue of Life.